# Pol Dimitrios Spanos
Pol Dimitrios Spanos (Messini, Peloponeso, Grécia, 27 de fevereiro de 1950) é um engenheiro estadunidense.
Em 1992 recebeu a Alfred M. Freudenthal Medal, em 1991 o G. L. Larson Memorial Award, em 1999 a Medalha Nathan M. Newmark e em 2003 a Medalha Theodore von Karman. Em 1995 recebeu o Humboldt-Forschungspreis.
É editor do International Journal of Nonlinear Mechanics.

## Obras
- com Roger G. Ghanem: Stochastic finite elements: a spectral approach, Springer Verlag, 1991.
- Editor com J. Y.-T. Wu: Probabilistic Structure Mechanics, Springer Verlag 1994 (IUTAM Symposium, San Antonio, 1993).